# Changmiania
Changmiania („věčně spící“) byl rod vývojově primitivního ornitopodního dinosaura, žijícího na území současné severovýchodní Číny (provincie Liao-ning), v období spodní křídy (geologický věk barrem, asi před 130 až 125 miliony let).

## Popis
Typový druh Changmiania liaoningensis byl popsán v září roku 2020 mezinárodním týmem paleontologů. Stanoven byl na základě objevu dvou téměř kompletních fosilních koster (označení PMOL AD00114 a PMOL LFV022), zachovaných v původní životní pozici. Pravděpodobně se jednalo o dinosaury, hnízdící v norách, kde je také zastihla smrt (pravděpodobně zřízením stěn podzemního doupěte). Anatomické adaptace pro hrabání nor byly na kostrách skutečně objeveny. Fosilie byly objeveny v sedimentech tzv. Lu-ťia-tchunských (Lujiatunských) vrstev v rámci souvrství Yixian. Při délce kolem 1,2 metru (kostra holotypu měřila na délku 117 cm) byl tento dinosaurus velmi rychlým běžcem, na což lze usuzovat na základě jeho dlouhých a štíhlých zadních končetin a rigidního ocasu, který pomáhal při manévrování.
Jedná se o nejbazálnějšího (nejvíce vývojově primitivního) zástupce kladu Ornithopoda, který byl dosud objeven.

### Česká literatura
- SOCHA, Vladimír (2021). Dinosauři – rekordy a zajímavosti. Nakladatelství Kazda, Brno. ISBN 978-80-7670-033-8 (str. 155)